# Mel Wallis de Vries
Mel Wallis de Vries (Leiden, 8 februari 1973) is een Nederlandse auteur van jeugdliteratuur.
Ze studeerde biologie en journalistiek aan de Rijksuniversiteit Groningen; ze studeerde af in 1997. Hierna werkte ze als freelancejournalist voor De Telegraaf, waarna ze ging werken in de marketing.
In 2019 verscheen de film Vals die gebaseerd is op haar gelijknamige boek uit 2010.

## Onderscheiding
De Vries won in het totaal tussen 2012 en 2019 zeven keer de Prijs van de Jonge Jury waarvan de laatste zes keer op rij.

## Persoonlijk
Wallis de Vries is moeder van drie kinderen.